# Індіра Варма
Індіра Варма (англ. Indira Varma; нар. 14 травня 1973 у місті Бат, Англія, Велика Британія) — британська акторка і дикторка. Її дебютною роботою в кіно (і першою головною роллю) був художній фільм Кама Сутра: Історія любові. Далі була робота у телесеріалах: Кентерберійські оповіді, Рим, Лютер, Жива мішень і Гра престолів (у ролі Елари Сенд). У вересні 2016 року акторка почала зніматися у серіалі Параноїк виробництва ITV/Netflix у ролі детективки-сержантки Ніни Суреш з поліції Вудмера.

## Життєпис
Індіра Варма народилася в Баті, Англія, Велика Британія. Вона єдина донька батька-індійця та матері-швейцарки. Після успіху в Музичному молодіжному театрі вона вступила до Королівської академії драматичного мистецтва в Лондоні, в якій навчалася з 1992 по 1995 рр..

## Кар'єра
Акторка дебютувала в фільмі «Кама Сутра: Історія кохання». Потім з'явилася у драмі «Шостий щасливчик». У спільній британо-пакистанській стрічці «Джинна» 1998 року Індіра виконала роль Рутті Джинни — активістки індійського національного визвольного руху. У 2004 році зіграла в адаптації на індійський манер роману «Гордість і упередження» Джейн Остін «Наречена і упередження». Наступного року було кілька ролей у серіалі «Маленька Британія», а також вона почала виконувати роль Ніоби в телесеріалі «Рим». Після ролі в фільмі «Основний інстинкт 2» Варму можна було побачити на телебаченні в серіалах «Інспектор Лінлі розслідує», «Торчвуд», «3 фунти». У 2014 році вийшла стрічка «Вихід: Боги та царі», в ній акторка виконала роль жриці. У тому ж році акторка почала виконувати роль Елларії Сенд в серіалі «Гра престолів». У 2016 році були ролі в телесеріалах, зокрема «Параноїк» та у драмі «Уна».
У вересні 2017 року повідомлялось, що Варма візьме участь у зйомках телесеріалу «Карнівал Роу». У березні акторка приєдналась до зйомок політичного трилеру «Державні таємниці». У травні 2018 року стало відомо, що акторка отримала роль в «Айван, єдиний та неповторний».

## Особисте життя
Індіра Варма одружена з актором Коліном Тірні. Пара виховує доньку Евелін.

## Фільмографія

### Фільми
| Рік  | Назва                                | Оригінальна назва                                            | Роль               | Примітки              |
| ---- | ------------------------------------ | ------------------------------------------------------------ | ------------------ | --------------------- |
| 1996 | «Кама Сутра: Історія кохання»        | Kama Sutra: A Tale of Love                                   | Мая                |                       |
| 1997 | «Шостий щасливчик»                   | Sixth Happiness                                              | Емі                |                       |
| 1997 | «Кухня Кленсі»                       | Clancy's Kitchen                                             | Кітті              |                       |
| 1998 | «Джинна»                             | Jinnah                                                       | Рутті Джинна       |                       |
| 2000 |                                      | Zehn wahnsinnige Tage                                        | Ра                 | телефільм             |
| 2001 |                                      | The Whistle-Blower                                           | Даян               | телефільм             |
| 2002 |                                      | Mad Dogs                                                     | Наренда            |                       |
| 2003 |                                      | Reversals                                                    | Кетті Ірвін        | телефільм             |
| 2004 | «Наречена і упередження»             | Bride and Prejudice                                          | Кіран              |                       |
| 2005 | «Експеримент Куотермасса»            | The Quatermass Experiment                                    | Джудіт             | телефільм             |
| 2005 | «Загадка сонетів Шекспіра»           | A Waste of Shame: The Mystery of Shakespeare and His Sonnets | Люсі               | телефільм             |
| 2006 | «Основний інстинкт 2»                | Basic Instinct 2                                             | Деніс Гласс        |                       |
| 2007 | «Секс і 101 смерть»                  | Sex and Death 101                                            | Девон Север        | в титрах не зазначена |
| 2009 | «Всередині коробки»                  | Inside the Box                                               | Кетерін Повелл     | телефільм             |
| 2013 | «Екстрасенс 2: Лабіринти розуму»     | Anna                                                         | Джудіт Морроу      |                       |
| 2014 | «Вихід: Боги та царі»                | Exodus: Gods and Kings                                       | жриця              |                       |
| 2015 |                                      | Shakespeare's Globe: Titus Andronicus                        | Тамора             |                       |
| 2015 |                                      | National Theatre Live: Man and Superman                      | Ана                | телефільм             |
| 2016 | «Уна»                                | Unspeakable                                                  | Джо                |                       |
| 2017 | «Невимовний»                         | Una                                                          | Соня               | телефільм             |
| 2019 | «Близько»                            | Close                                                        | Ріма               |                       |
| 2019 | «Державні таємниці»                  | Official Secrets                                             | Шамі Чакрабарті    |                       |
| 2020 | «Айван, єдиний і неповторний»        | The One and Only Ivan                                        | доктор Мая Вільсон |                       |
| 2023 | «Місія нездійсненна 7»               | Mission: Impossible 7                                        | керівниця РУМО США |                       |
| 2025 | «Місія неможлива: Фінальна розплата» | Mission: Impossible – The Final Reckoning                    | керівниця РУМО США |                       |

### Серіали
| Рік       | Назва                              | Оригінальна назва              | Роль               | Примітки                  |
| --------- | ---------------------------------- | ------------------------------ | ------------------ | ------------------------- |
| 1996      |                                    | Crucial Tales                  | Манріт             | 1 епізод                  |
| 1999      | «Психи»                            | Psychos                        | Мартін Ніколь      | 6 епізодів                |
| 1999      |                                    | Sci-Fright                     | Ніна               |                           |
| 2000      | «Діти інших людей»                 | Other People's Children        | Емі                |                           |
| 2000-2001 |                                    | Attachments                    | Саша               | 4 епізоди                 |
| 2002-2010 | «Арена»                            | Arena                          | різні ролі         | 2 епізоди                 |
| 2001      | «На землі достатку»                | In a Land of Plenty            | Соналі Ганатра     | 4 епізоди                 |
| 2003      | «Кентерберійські оповіді»          | The Canterbury Tales           | Міна               | 1 епізод                  |
| 2003      | «Донован»                          | Donovan                        | Кара Метіс         | міні-серіал; 1 епізод     |
| 2005      | «Зіпсований телефон»               | Broken News                    | Мелані Беллані     | 6 епізодів                |
| 2005      |                                    | Love Soup                      | Сьюзен Делі        | 1 епізод                  |
| 2005      | «Маленька Британія»                | Little Britain                 | різні ролі         | 3 епізоди                 |
| 2005-2007 | «Рим»                              | Rome                           | Ніоба              | 14 епізодів               |
| 2006      | «Інспектор Лінлі розслідує»        | The Inspector Lynley Mysteries | Мелісса Бут        | 1 епізод                  |
| 2006      | «Торчвуд»                          | Torchwood                      | Сьюзі              | 2 епізоди                 |
| 2006      | «3 фунта»                          | 3 lbs.                         | Адріанна Голланд   | 6 епізодів                |
| 2007      |                                    | The Whistleblowers             | Аліша Коул         | 6 епізодів                |
| 2008      | «Місяць команчів»                  | Comanche Moon                  | Теріз Ванз         | міні-серіал; 1 епізод     |
| 2008      | «Закон і порядок: Злочинний намір» | Law & Order: Criminal Intent   | Бела Кхан          | 1 епізод                  |
| 2008      | «Кістки»                           | Bones                          | Кейт Прітчард      | 1 епізод                  |
| 2009      |                                    | Moses Jones                    | Доллі              | 3 епізоди                 |
| 2010      | «Віртуози»                         | Hustle                         | Люсі Брітфорд      | 2 епізоди                 |
| 2010      | «Лютер»                            | Luther                         | Зої Лютер          | 7 епізодів                |
| 2010–2011 | «Жива мішень»                      | Human Target                   | Ілса Пуччі         | 13 епізодів               |
| 2012      | «Шовк»                             | Silk                           | Джордж Дугган      | 6 епізодів                |
| 2012      | «Світ без кінця»                   | World Without End              | Метті Вайс         | 2 епізоди                 |
| 2012      | «Переслідувані»                    | Hunted                         | Наталі Торп        | 5 епізодів                |
| 2013      | «Що залишиться після тебе?»        | What Remains                   | Елейн              | 4 епізоди                 |
| 2014-2017 | «Гра престолів»                    | Game of Thrones                | Елларія Сенд       | 12 епізодів               |
| 2015      |                                    | Silent Hours                   | Кетрін Бенсон      |                           |
| 2016      |                                    | New Blood                      | Ліза Дуглас        | 2 епізоди                 |
| 2016      | «Параноїк»                         | Paranoid                       | Ніна               | 8 епізодів                |
| 2018      | «Патрік Мелроуз»                   | Patrick Melrose                | Ганна Мур          |                           |
| 2018      | «Зниклий безвісти»                 | Reported Missing               | оповідачка         | документальний; 4 епізоди |
| 2019      | «Карнівал Роу»                     | Carnival Row                   | Піті               | регулярна роль            |
| 2019      |                                    | This Way Up                    | Шарлотт            | регулярна роль            |
| 2020      |                                    | For Life                       | Сафія Масрі        | регулярна роль            |
| 2020      |                                    | Spitting Image                 | Пріті Пател        | регулярна роль            |
| 2022      | «Легенда про Vox Machina»          | The Legend of Vox Machina      | Леді Алура (голос) | повторювана роль          |
| 2022      | «Обі-Ван Кенобі»                   | Obi-Wan Kenobi                 | Тала Дуріт         | міні-серіал; 3 епізоди    |
| 2022      |                                    | The Capture                    | Хадіджа Хан        |                           |
| 2023      | «Екстраполяції»                    | Extrapolations                 | Гіта Мішра         | регулярна роль            |
| 2023      | «Одержимість»                      | Obsession                      | Інгрід Ферроу      | міні-серіал               |
| 2024      | «Дисклеймер»                       | Disclaimer                     | оповідачка         | міні-серіал               |
| 2024      | «Монстри Коммандос»                | Creature Commandos             | Наречена           | мультсеріал               |